# Tricardia watsonii
Tricardia watsonii är en strävbladig växtart som beskrevs av John Torrey och S. Wats. Tricardia watsonii ingår i släktet Tricardia och familjen strävbladiga växter. Inga underarter finns listade i Catalogue of Life.